# Naruto Shippūden: Ultimate Ninja Heroes 3
Naruto Shippūden: Ultimate Ninja Heroes 3 est un jeu vidéo sur la console PSP, disponible depuis 2009 au Japon. Il est disponible depuis le vendredi 14 mai 2010 en France et en Europe.

## Nouveautés
Naruto Shippuden: Ultimate Ninja Heroes 3 dispose de nombreuses mises à jour et nouvelles fonctionnalités. Tout d'abord, il y a l'ajout de modes supplémentaires: 
- Histoire (qui vous permet de commencer un arc narratif allant du retour de Naruto à Konoha jusqu'à la rencontre avec le Chef d'Akatsuki);
- Versus (où le joueur dispose d'un choix de 50 personnages dans un combat singulier, combat en équipe ou combat à 4);
- Entraînement (nouveau mode original qui vous permet d'apprendre les différentes bases du jeu en essayant de maîtriser les techniques, les éveils..);
- Online (Affrontez des amis ou des joueurs dans le monde entier avec  des défis amusants).

Outre ces différents ajouts, on notera aussi beaucoup de personnages, des arènes interactives, des techniques extrêmement variées, des images, musiques, fonds d'écrans et OST du jeu à débloquer, ainsi que d'autres coups spéciaux par personnages, déverrouillés via un mot de passe. Par ailleurs, les graphismes ont été grandement retouchés, il y a des phases de beat'em all avec un soutien, et des cinématiques diverses dans le mode Scénario.

## Système de jeu
Naruto Shippûden: Ultimate Ninja Heroes 3 a un gameplay remastérisé bien que conservant certains éléments du précédent opus avec notamment certains modes de jeu:
- Master Road: L'histoire du jeu appelé "Voie du Maître" suit le scénario de Naruto Shippuden de l'arc du Sauvetage du Kazekage jusqu'au combat de Sasuke contre Itachi
- Free Battle: Le mode Combat Libre où l'on peut affronter l'IA du jeu avec un vaste choix de 50 personnages et organiser des combats à 4.
- Practice: Le mode Entraînement, qui fait une apparition inédite dans la série
- Wireless Mode: Un mode Réseau qui permet de jouer contre une autre personne.
- Arbre du Courage:Le mode Arbre du Courage où le joueur peut voir ses statistiques, ses bonus gagnés comme des images, des musiques, des fonds d'écrans...
- Options: Le joueur peut configurer les paramètres du jeu: musique, touches...

## Histoire du jeu
Naruto est de retour au village caché de Konoha ayant terminé son apprentissage avec Jiraya. Il retrouve ses amis et ceux-ci sont au premier rang de la lutte contre Akatsuki, une organisation secrète de ninjas déserteurs, dont le chef, Madara Uchiwa, a pour ambition de dominer le monde en rassemblant les neuf bijûs.

## Liste des personnages jouables
- Naruto Uzumaki (4 Queues, Etudiant)
- Sasuke Uchiwa (Sceau Maudit 2, Etudiant)
- Sakura Haruno (Ninjutsu Médical)
- Kakashi Hatake (Mangekyô Sharingan, Croc-Blanc)
- Suigetsu Hôzuki (Liquefaction)
- Jûgo (Sceau Maudit 2)
- Karin (Recherche)
- Neji Hyûga (Byakûgan)
- Rock Lee (Sept Portes)
- Tenten (Outils de Ninja)
- Might Guy (Sept Portes)
- Shino Aburame (Insectes)
- Kiba Inuzuka (Homme-Bête)
- Hinata Hyûga (Byakûgan)
- Kurenai Yûhi (Danse brume)
- Ino Yamanaka (Bourgeons)
- Shikamaru Nara (Stratégie)
- Chôji Akimichi (Décuplement)
- Asuma Sarutobi (Hirondelle Volante)
- Gaara (Kazekage)
- Kankurô (Atrocité)
- Temari (Danse du Vent)
- Chiyo (Marionnettes parentaux)
- Saï (Ecriture Rapide)
- Jiraya (Ermite)
- Orochimaru (Serpent Blanc)
- Tsunade (Ninjutsu Médical)
- Kabuto Yakushi (Greffe des Cellules d'Orochimaru)
- Shizune (Ninjutsu Médical)
- Yamato (Gênes du 1er Hokage)
- Itachi Uchiwa (Mangekyô Sharingan)
- Kisame Hoshigaki (Samehada)
- Sasori (Hiruko, Hito-Kugutsu)
- Deidara (Dragon C2)
- Pain : Shuradô,Tendô, Chikushodô jouables (6 Voies Métempsychiques)
- Konan (Ange)
- Hidan (Rituel de Jashin)
- Kakuzu (Masques cardiaques)
- Tobi (Sharingan)
- Minato Namikaze (Eclair Jaune)
- Obito Uchiwa (Sharingan)

Naruto Shippuden: Ultimate Ninja Heroes 3 dispose de 50 personnages jouables qui ont chacun toute une palette de techniques, dont les techniques peuvent être choisies à l'avance lors d'un combat: